# Jessica Hull
Jessica Hull   (Nova Gal·les del Sud, Austràlia, 22 d'octubre de 1996) és una atleta australiana, especialitzada en les proves de mig fons. Ha participat en 2 Olimpíades, guanyant la medalla de plata a la prova dels 1.500m, en els Jocs Olímpics de París 2024.
La seva marca personal dels 1.500m llisos, que és de 3:50.83 minuts, aconseguida el 7 de juliol de 2024 a París, és el rècord continental d'Oceania.

## Marques personals
| Disciplina    | Marca      | Seu     | Data                 |
| ------------- | ---------- | ------- | -------------------- |
| 1.500m llisos | 3:50.83 AR | París   | 7 de juliol de 2024  |
| Milla         | 4:15.34 AR | Mònaco  | 21 de juliol de 2023 |
| 800m llisos   | 1:59.99    | Ginebra | 22 de juny de 2024   |

## Trajectòria professional
| Jocs Olímpics     | Jocs Olímpics | Jocs Olímpics | Jocs Olímpics |
| Any               | Seu           | Posició       | Prova         |
| ----------------- | ------------- | ------------- | ------------- |
| 2020              | Tòquio        | 11a posició   | 1.500m llisos |
| 2024              | París         | 2             | 1.500m llisos |
| Campionat del Món |               |               |               |
| 2019              | Doha          | 13a posició   | 1.500m llisos |
| 2022              | Eugene        | 7a posició    | 1.500m llisos |
| 2023              | Budapest      | 7a posició    | 1.500m llisos |
| 2023              | Budapest      | 26a posició   | 5.000m        |